# Anglure
Anglure és un municipi francès, situat al departament del Marne i a la regió del Gran Est. L'any 2007 tenia 893 habitants.

## Demografia

### Població
El 2007 la població de fet d'Anglure era de 893 persones. Hi havia 377 famílies, de les quals 106 eren unipersonals (45 homes vivint sols i 61 dones vivint soles), 127 parelles sense fills, 119 parelles amb fills i 25 famílies monoparentals amb fills.
La població ha evolucionat segons el següent gràfic:
Habitants censats

### Habitatges
El 2007 hi havia 450 habitatges, 384 eren l'habitatge principal de la família, 17 eren segones residències i 50 estaven desocupats. 384 eren cases i 65 eren apartaments. Dels 384 habitatges principals, 279 estaven ocupats pels seus propietaris, 84 estaven llogats i ocupats pels llogaters i 20 estaven cedits a títol gratuït; 2 tenien una cambra, 16 en tenien dues, 63 en tenien tres, 129 en tenien quatre i 173 en tenien cinc o més. 292 habitatges disposaven pel capbaix d'una plaça de pàrquing. A 183 habitatges hi havia un automòbil i a 147 n'hi havia dos o més.

### Piràmide de població
La piràmide de població per edats i sexe el 2009 era:
| Homes | Edats   | Dones |
| ----- | ------- | ----- |
| 0     | 95 o +  | 0     |
| 0     | 90 a 94 | 0     |
| 0     | 85 a 89 | 4     |
| 4     | 80 a 84 | 12    |
| 16    | 75 a 79 | 20    |
| 24    | 70 a 74 | 36    |
| 8     | 65 a 69 | 28    |
| 24    | 60 a 64 | 24    |
| 40    | 55 a 59 | 24    |
| 24    | 50 a 54 | 32    |
| 28    | 45 a 49 | 32    |
| 36    | 40 a 44 | 24    |
| 36    | 35 a 39 | 32    |
| 20    | 30 a 34 | 16    |
| 40    | 25 a 29 | 32    |
| 24    | 20 a 24 | 20    |
| 20    | 15 a 19 | 20    |
| 16    | 10 a 14 | 32    |
| 28    | 5 a 9   | 32    |
| 24    | 0 a 4   | 12    |

## Economia
El 2007 la població en edat de treballar era de 581 persones, 429 eren actives i 152 eren inactives. De les 429 persones actives 386 estaven ocupades (212 homes i 174 dones) i 43 estaven aturades (21 homes i 22 dones). De les 152 persones inactives 53 estaven jubilades, 56 estaven estudiant i 43 estaven classificades com a «altres inactius».

### Ingressos
El 2009 a Anglure hi havia 395 unitats fiscals que integraven 882 persones, la mediana anual d'ingressos fiscals per persona era de 17.177 €.

### Activitats econòmiques
Dels 54 establiments que hi havia el 2007, 4 eren d'empreses extractives, 1 d'una empresa alimentària, 1 d'una empresa de fabricació de material elèctric, 1 d'una empresa de fabricació d'altres productes industrials, 7 d'empreses de construcció, 12 d'empreses de comerç i reparació d'automòbils, 5 d'empreses de transport, 3 d'empreses d'hostatgeria i restauració, 4 d'empreses financeres, 1 d'una empresa immobiliària, 8 d'empreses de serveis, 4 d'entitats de l'administració pública i 3 d'empreses classificades com a «altres activitats de serveis».
Dels 15 establiments de servei als particulars que hi havia el 2009, 1 era una oficina d'administració d'Hisenda pública, 1 gendarmeria, 1 oficina de correu, 2 oficines bancàries, 3 paletes, 1 guixaire pintor, 1 fusteria, 1 lampisteria, 2 perruqueries i 2 restaurants.
Dels 4 establiments comercials que hi havia el 2009, 2 eren fleques, 1 una fleca i 1 una joieria.
L'any 2000 a Anglure hi havia 15 explotacions agrícoles que ocupaven un total de 970 hectàrees.

## Equipaments sanitaris i escolars
L'únic equipament sanitari que hi havia el 2009 era una farmàcia.
El 2009 hi havia 1 escola maternal i 1 escola elemental. Anglure disposava d'un col·legi d'educació secundària amb 286 alumnes.

## Poblacions més properes
El següent diagrama mostra les poblacions més properes.